# Чжуншань (антарктична станція)
Чжуншань — друга китайська науково-дослідна станція в Антарктиці. Відкрита 26 лютого 1989 року. Названа на честь засновника Китайської Республіки Сунь Ятсена (Чжуншань). Підпорядкована Полярному науково-дослідному інституту Китаю. Знаходиться в оазі Ларсеманн на березі затоки Прюдс в Східній Антарктиді. Знаходиться неподалік від російської станції Прогрес.
Влітку тут працюють близько 60 вчених; взимку населення станції становить 25 осіб. Станція є місцем управління морських, гляціологічних, геологічних і метеорологічних досліджень.